# No Looking Back
No Looking Back è un film drammatico del 1998 scritto, diretto e prodotto da Edward Burns, incentrato sulla relazione tra Charlie e Claudia.